# Jacobsonův orgán
Jacobsonův orgán či také vomeronazální orgán (organum vomeronasale) je dutina s chemoreceptorickým epitelem, která je součástí smyslového ústrojí nižších obratlovců a v omezené míře i savců. Zvláště dobře je vyvinut u plazů a hlodavců, u člověka je rudimentární. Jacobsonův orgán umožňuje přijímání pachů i ústní dutinou. U plazů slouží jako hlavní orgán čichu. U koně a kočkovitých šelem zachytává pachy související s rozmnožováním (flémování). Latinský název je odvozen od slov vomer (radlice, kterou tvar radliční kosti připomíná) a nasal (nos).
Za řezáky ústí úzkou štěrbinou řezákový průchod (ductus incisivus), který spojuje ústní a nosní dutinu. Na něj navazuje chrupavčitá trubička uložená ve stropě ústní dutiny, která je vyplněna sliznicí. Otevírá se do řezákového průchodu, vzadu končí slepě. Na sliznici je množství čichových receptorů, na které navazuje vomeronazální nerv (n. vomeronasalis) odvádějící vzruchy do speciální části mozku, tzv. bulbus olfactorius.

## Hadi
Hadi čichají (případně chutnají, v tomto případě se rozdíl mezi chutí a čichem dosti stírá) pachy hlavně pomocí Jacobsonova orgánu. Pachové částečky had zachycuje dlouhým, rozeklaným jazykem, jenž ustavičně kmitá z tlamky a zpět výřezem v horním rtu. Špičky jazyka s pachovými částečkami zapadají do dvojice jamek Jacobsonova orgánu a z těchto jamek vystlaných citlivými chemoreceptory se bleskově vyhodnocené informace o pachu přenášejí do mozku, jenž bleskově určí další chování zvířete. Také díky tomuto orgánu jsou hadi velice úspěšnou skupinou, která dokázala přežít miliony let a vyvinout se do tisíců druhů.

## Objev
Jacobsonův orgán byl původně zpozorován Frederikem Ruyschem u hadů v roce 1732 a i dánským chirurgem Ludwigem Jacobsonem v roce 1813.